# پنگوئن هومبولت
پنگوئن هومبولت (به انگلیسی: Spheniscus humboldti) گونه‌ای پنگوئن است که در آمریکای جنوبی به خصوص در پرو و شیلی زندگی می‌کند. نزدیک‌ترین خویشاوندان آن‌ها پنگوئن آفریقایی، پنگوئن ماژلان، و پنگوئن گالاپاگوس است.

## نگارخانه

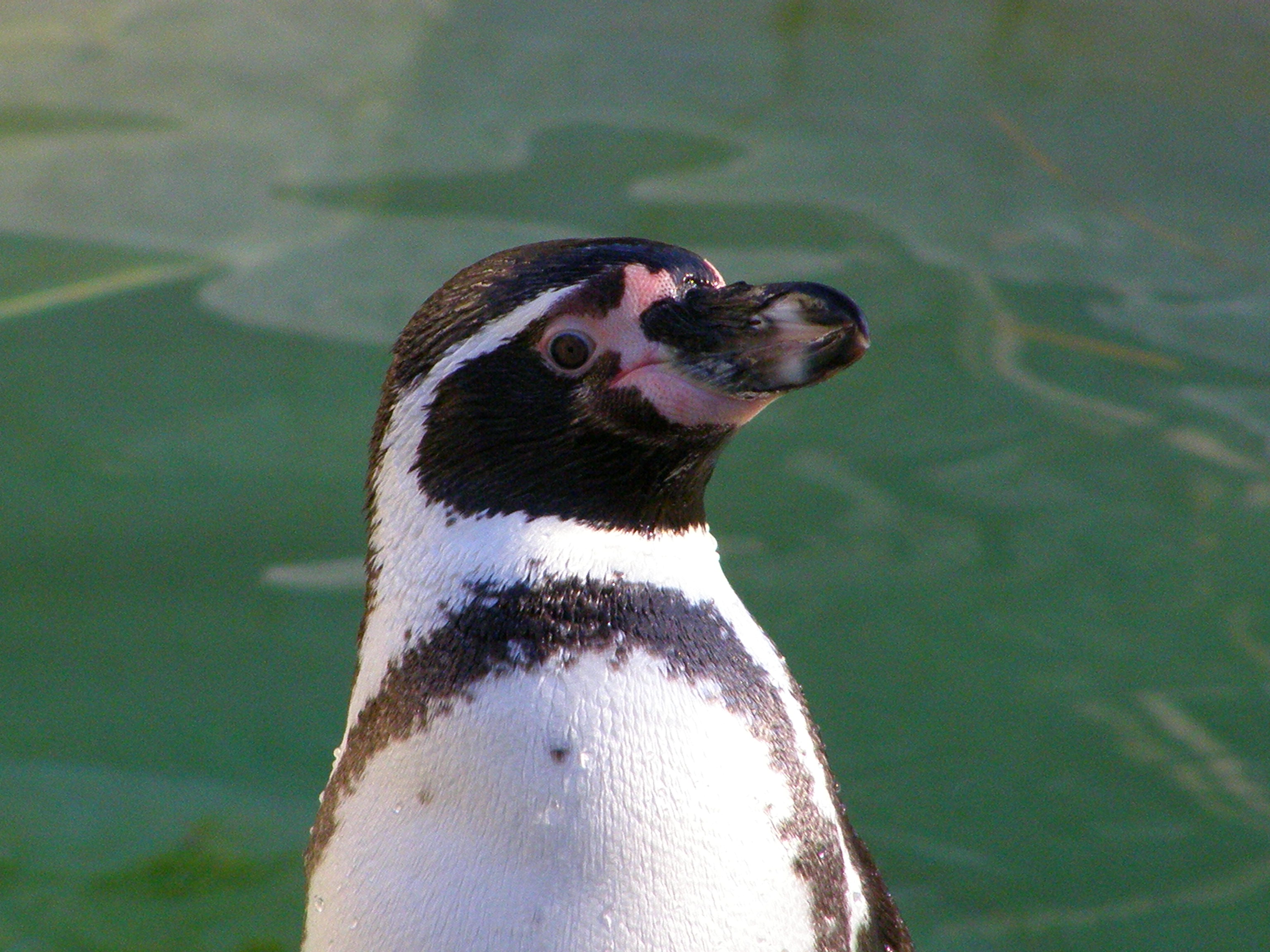
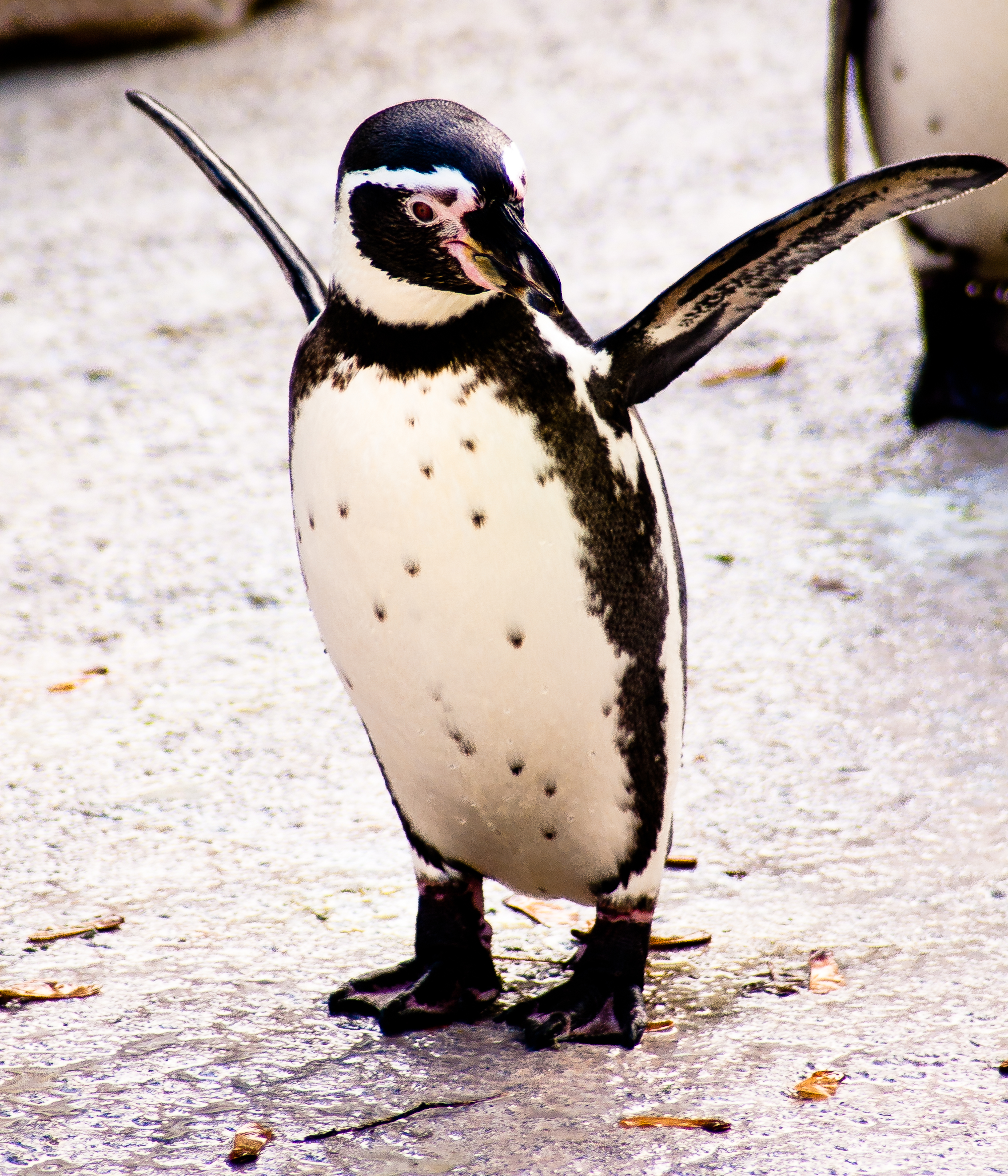
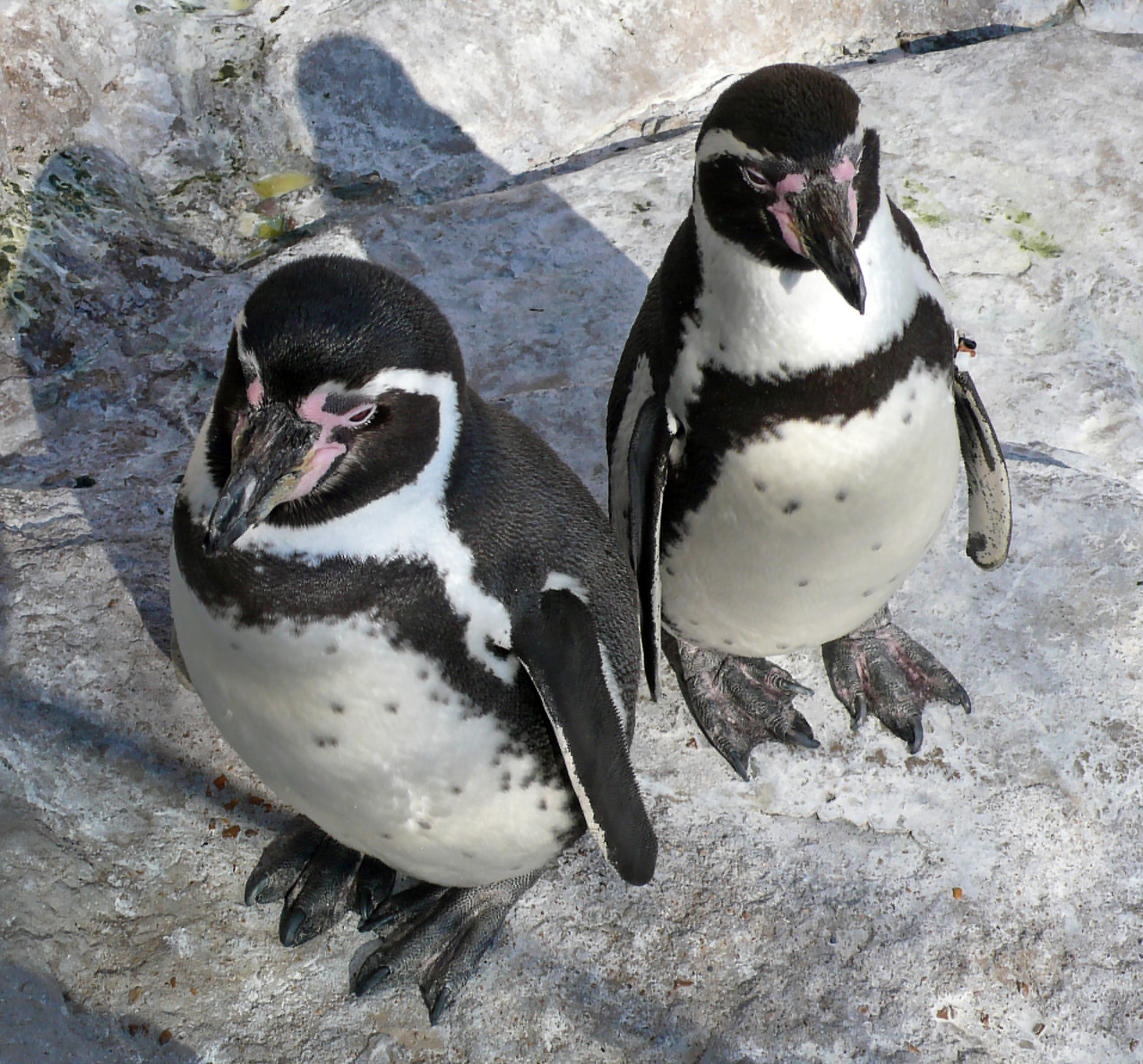
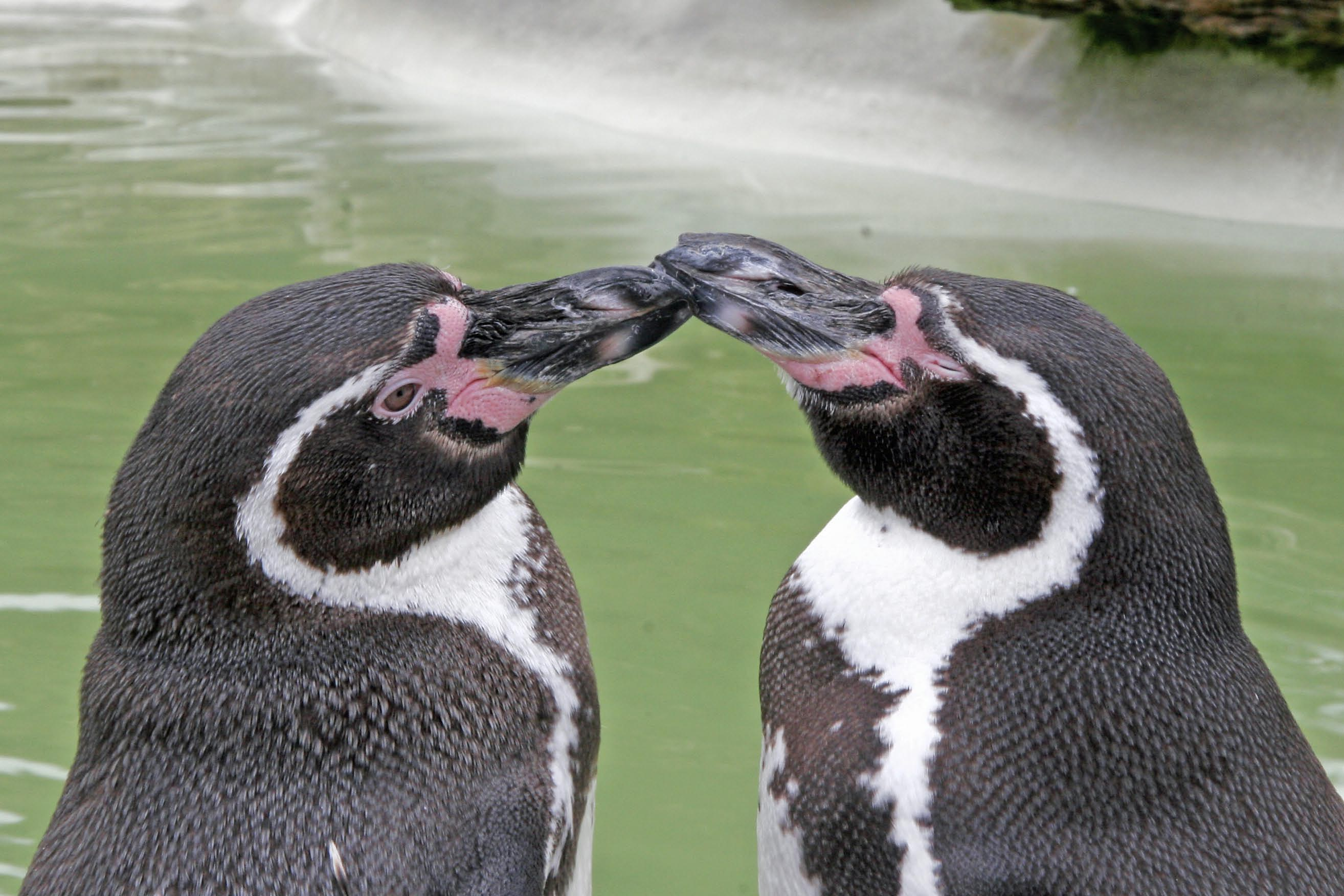
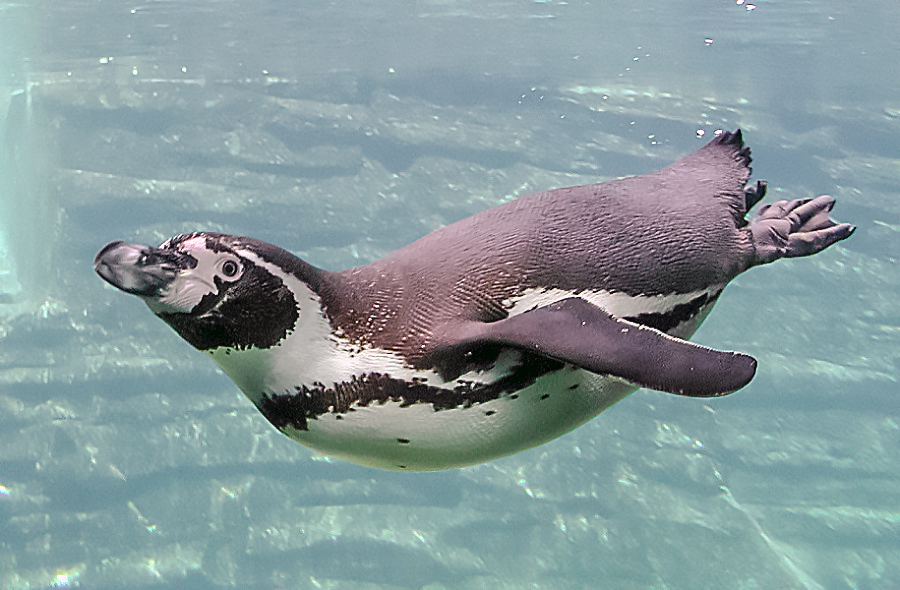
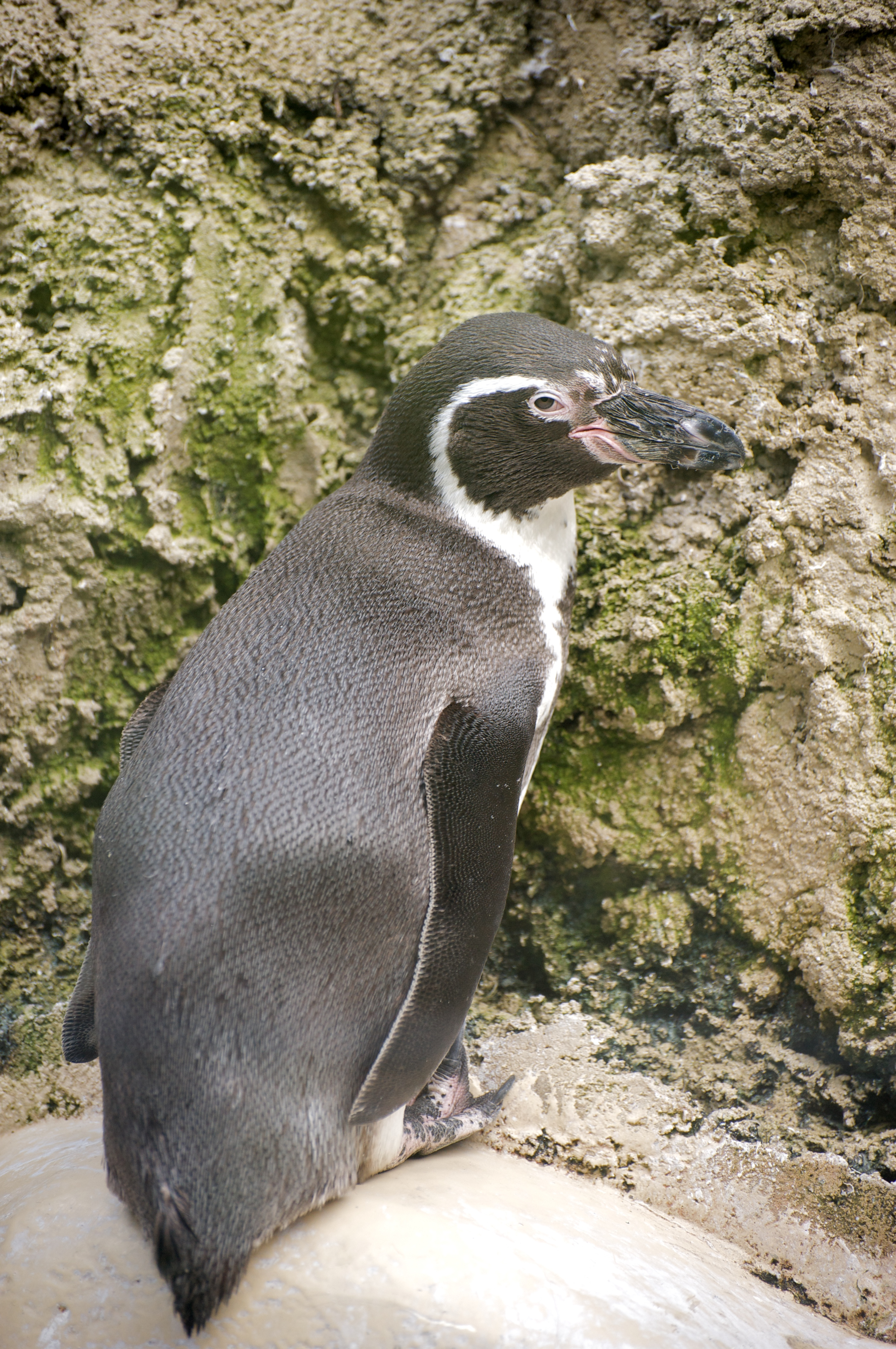
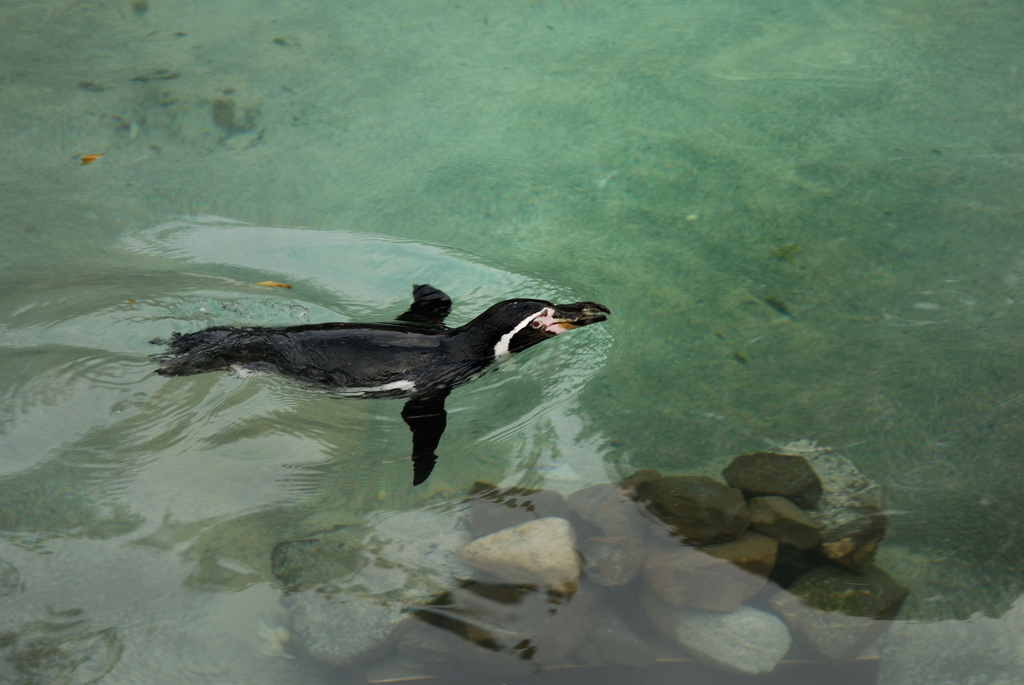
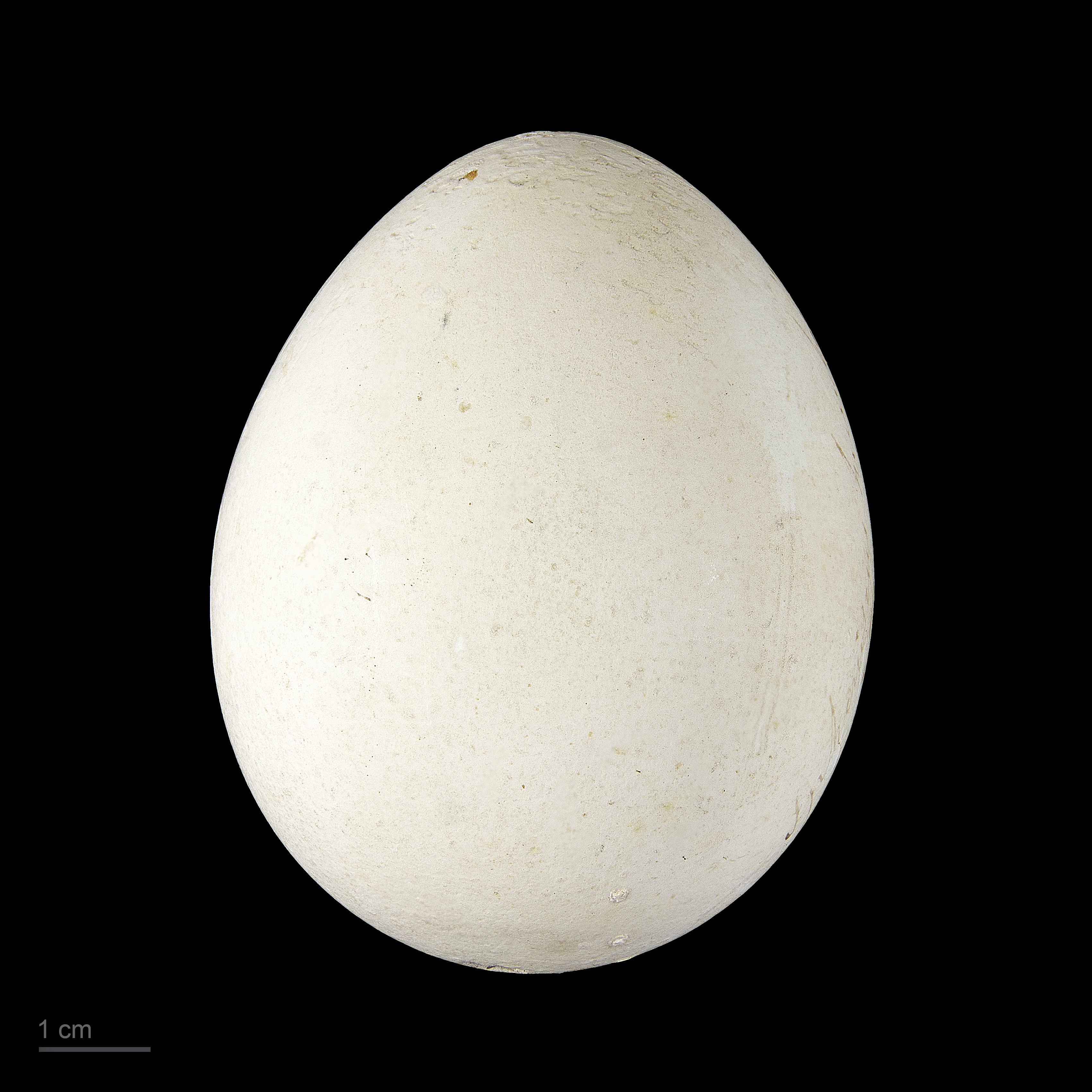
Museum specimen